# Анри Динан
Жан Анри Динан (фр. Jean Henri Dunant; Женева, 8. мај 1828 — Хајден, 30. октобар 1910) је био швајцарски филантроп, оснивач Црвеног крста.
Крваво искуство битке код Солферина 1859. навело га је да напише књигу „Сећање на Солферино“ у којој је изнео идеју за формирање друштва које ће деловати у ратним ситуацијама. То друштво је основано 1863, а 1864. усвојена је Женевску конвенцију према којој се у рату морају поштедети сви болесни и рањени војници, и санитетско особље. Године 1901. добио је Нобелову награду за мир. Сав новац који је добио поклонио је у хуманитарне сврхе.

## Дела
- „Сећање на Солферино“
- „Међународно братство и љубав за време рата"